# Brandon Potter
Brandon Potter (Weatherford, Texas, 28 de julio de 1982) es un actor de doblaje y televisión estadounidense, conocido por su papel del militar romano Quintus Benedictus Dio en la serie histórica The Chosen (2019).

## Biografía
Brandon Potter nació en Texas (1982). Se casó con Ardis Campbell (7 de junio de 2014). Como actor ha intervenido en: The Chosen (2017), Little Woods (2018), y One Piece Film: Red (2022).
Respecto a su papel de Quintus en The Chosen, Brandon asegura que su escena preferida, se filmó durante la segunda temporada. Se trata de un diálogo entre Jonathan Roumie (Jesús) y el propio Potter durante seis o siete minutos. Él interpretó a Quintus desde la primera temporada. La serie le ha cambiado la vida.